# (6577) Torbenwolff
(6577) Torbenwolff es un asteroide perteneciente al cinturón de asteroides, descubierto el 7 de noviembre de 1978 por Eleanor F. Helin y el también astrónomo Schelte John Bus desde el observatorio del Monte Palomar, Estados Unidos.

## Designación y nombre
Designado provisionalmente como 1978 VB6. Fue nombrado por Torben Wolff (1919-2017) quien fue un biólogo marino danés que participó en la expedición Galathea Deep-Sea alrededor del mundo (1950-1952) y otras expediciones oceánicas importantes.

## Características orbitales
Torbenwolff está situado a una distancia media del Sol de 2,329 ua, pudiendo alejarse hasta 2,799 ua y acercarse hasta 1,859 ua. Su excentricidad es 0,202 y la inclinación orbital 23,672 grados. Emplea 1298,12 días en completar una órbita alrededor del Sol.

## Características físicas
La magnitud absoluta de Torbenwolff es 13,58.